# Rebelul din Dayworld
Rebelul din Dayworld (1987) (titlu original "Dayworld Rebel") este un roman science fiction, al doilea din trilogia Dayworld scrisă de Philip José Farmer. Acțiunea se petrece într-un viitor distopic, în care criza suprapoluării este rezolvată prin obligativitatea fiecărui om de a trăi doar o zi pe săptămână.

## Acțiunea romanului
Evadând din închisoarea lui din Manhattan în pădurile din New Jersey, Caird dă peste un grup de spărgători de zi care părăsiseră civilizația, fiind căutați de poliție pentru fărădelegea de a rămâne treji șapte zile pe săptămână. În cazul în care ar fi prinși, ei riscă spălarea creierului. Dar una dintre personalitățile lui Caird este în posesia unor cunoștințe de inestimabilă valoare pentru guvern și, de aceea, vânătoarea lui are doar două scopuri: aflarea informațiilor sau uciderea lui Caird, pentru ca ele să nu ajungă pe mâna altcuiva.
Caird și noii săi prieteni ajung în Los Angeles, oraș ale cărui turnuri se ridică din oceanul care l-a inundat cu câteva generații în urmă. Aici află că guvernul îi manipulează și îi minte pe oamenii pe care a jurat să îi apere. Astfel, grupul pune la cale un plan de a recâștiga libertatea omenirii, într-o lume în care acest cuvânt aproape că nu mai are niciun înțeles.